# نوید صبوری
نوید صبوری (زاده ۲۱ فروردین ۱۳۷۵) بازیکن فوتبال اهل ایران است، وی در سال ۱۳۹۳ به باشگاه فوتبال پرسپولیس تهران پیوست.